# Спаська сільська рада (Сосницький район)
Спа́ська сільська́ ра́да — адміністративно-територіальна одиниця та орган місцевого самоврядування в Сосницькому районі Чернігівської області. Адміністративний центр — село Спаське.

## Загальні відомості
Спаська сільська рада утворена у 1919 році.
- Територія ради: 45,33 км²
- Населення ради: 846 осіб (станом на 2001 рік)

## Населені пункти
Сільській раді підпорядковані населені пункти:
- с. Спаське
- с. Гутище
- с. Філонівка
- с. Якличі

## Склад ради
Рада складається з 12 депутатів та голови.
- Голова ради: Герасименко Микола Іванович
- Секретар ради: Козар Віра Василівна

### Керівний склад попередніх скликань
| Прізвище, ім'я, по батькові | Основні відомості                                                               | Дата обрання | Дата звільнення |
| --------------------------- | ------------------------------------------------------------------------------- | ------------ | --------------- |
| Герасименко Микола Іванович | Сільський голова, 0963 року народження, член Народної партії                    | 26.03.2006   | 31.10.2010      |
| Герасименко Микола Іванович | Сільський голова, 1963 року народження, освіта середня спеціальна, безпартійний | 31.10.2010   |                 |

Примітка: таблиця складена за даними сайту Верховної Ради України

### Депутати
За результатами місцевих виборів 2010 року депутатами ради стали:

#### За суб'єктами висування
| Суб'єкт висування                 | Кількість обраних депутатів | %    |
| --------------------------------- | --------------------------- | ---- |
| Партія регіонів                   | 11                          | 91,7 |
| Політична партія «Сильна Україна» | 1                           | 8,3  |

#### За округами
| № округу                          | Прізвище, ім'я, по батькові        | Дата визнання обраним | Освіта             | Партійна приналежність                  | Відомості про обраного депутата                       |
| --------------------------------- | ---------------------------------- | --------------------- | ------------------ | --------------------------------------- | ----------------------------------------------------- |
| Партія регіонів                   |                                    |                       |                    |                                         |                                                       |
| 1                                 | Роздерій Людмила Іванівна          | 04.11.2010            | вища               | член Партії регіонів                    | Спаська загальноосвітня школа І-ІІІ ст., вчитель      |
| 2                                 | Козакова Любов Григорівна          | 04.11.2010            | вища               | член Партії регіонів                    | Спаське споживче товариство, бармен                   |
| 3                                 | Лапа Олена Василівна               | 04.11.2010            | середня            | член Партії регіонів                    | Сосницький територіальний центр, соціальний працівник |
| 4                                 | Сиворакша Оксана Дмитрівна         | 04.11.2010            | вища               | член Партії регіонів                    | Спаська сільська рада, бухгалтер                      |
| 5                                 | Герасименко Олена Василівна        | 04.11.2010            | середня спеціальна | член Партії регіонів                    | Спаське відділення зв'язку, листоноша                 |
| 6                                 | Іващенко Валентина Іванівна        | 04.11.2010            | середня спеціальна | член Партії регіонів                    | Спаська загальноосвітня школа І-ІІІ ст., кухар        |
| 7                                 | Козаков Василь Іванович            | 04.11.2010            | середня            | член Партії регіонів                    | Спаська загальноосвітня школа І-ІІІ ст., завгосп      |
| 8                                 | Герасименко Світлана Володимирівна | 04.11.2010            | вища               | член Партії регіонів                    | Спаська загальноосвітня школа І-ІІІ ст., вчитель      |
| 9                                 | Дідовець Оксана Ярославівна        | 04.11.2010            | середня            | член Партії регіонів                    | тимчасово не працює                                   |
| 10                                | Глушак Марія Іванівна              | 04.11.2010            | вища               | член Партії регіонів                    | пенсіонер                                             |
| 12                                | Козар Віра Василівна               | 04.11.2010            | вища               | член Партії регіонів                    | Спаська сільська рада, секретар                       |
| Політична партія «Сильна Україна» |                                    |                       |                    |                                         |                                                       |
| 11                                | Козар Аліна Петрівна               | 04.11.2010            | вища               | член Політичної партії «Сильна Україна» | Спаська сільська рада, бухгалтер                      |